# Kansas City Southern Railway

Logo

Die The Kansas City Southern Railway (KCSR) ist eine US-amerikanische Class-1-Eisenbahngesellschaft.
Das Unternehmen gehört zum Kansas-City-Southern-Konzern. Weitere Bahngesellschaften dieser Gruppe sind die Kansas City Southern de México, früher Grupo Transportacio Ferrovia Mexicana (TFM), die Texas Mexican Railway (TexMex), indirekt über Mexrail, der Meridian Speedway und die Panama Canal Railway Co. (PCRC) zu 50 %. Das gesamte System wird auch unter dem Namen NAFTA Railway vermarktet. Sitz des Unternehmens ist Kansas City.

## Streckennetz

Streckennetz der Kansas City Southern

Das Streckennetz der Kansas City Southern Railway hat eine Länge von 5036 km. Durch diese Gesellschaft wird dabei von Kansas City aus Chicago (über Trackage Rights), Omaha (über Haulage Rights) Shreveport, New Orleans, Meridian, Mobile, Port Arthur (Texas) sowie Birmingham (Alabama) erreicht.
Über die Tex Mex besteht eine Verbindung zum Streckennetz der KCSM in Mexiko.

## Geschichte

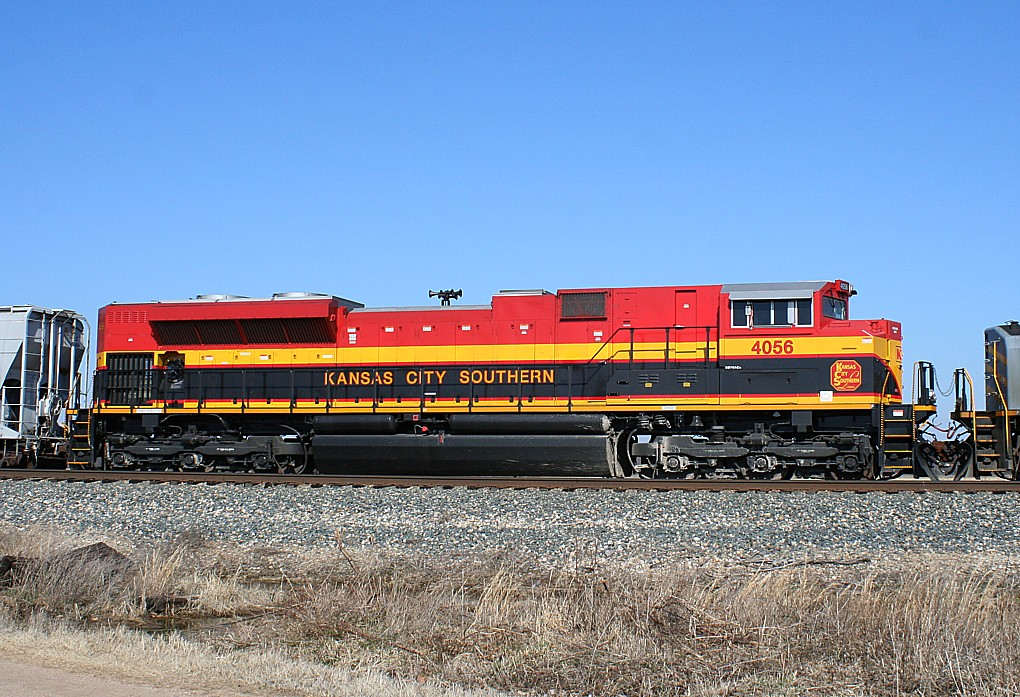
EMD SD70ACe der KCS

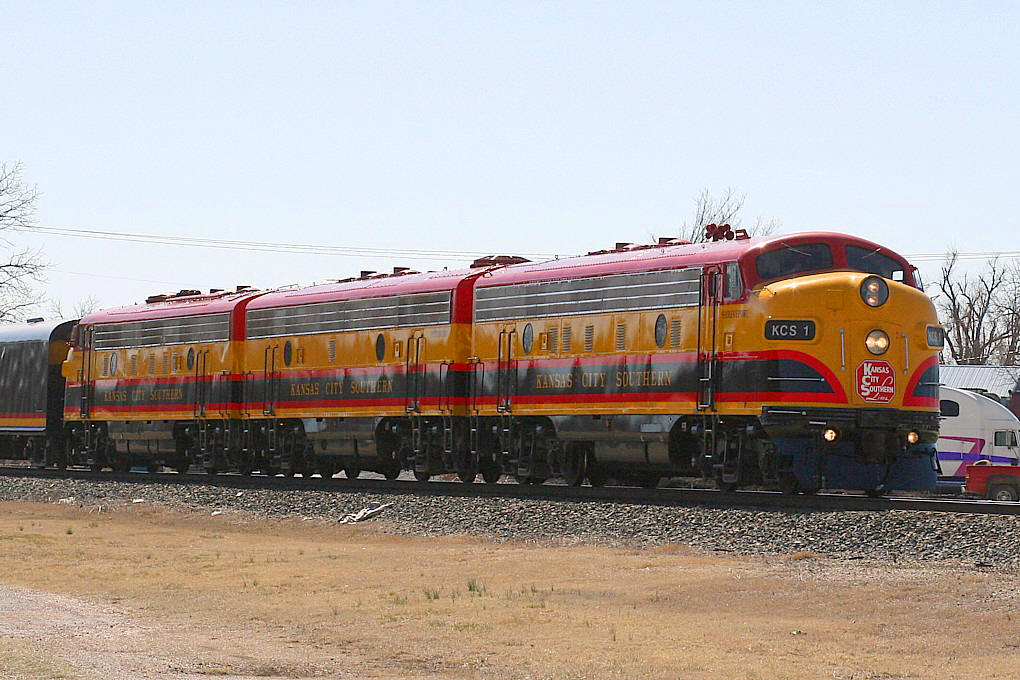
Business Train der KCS

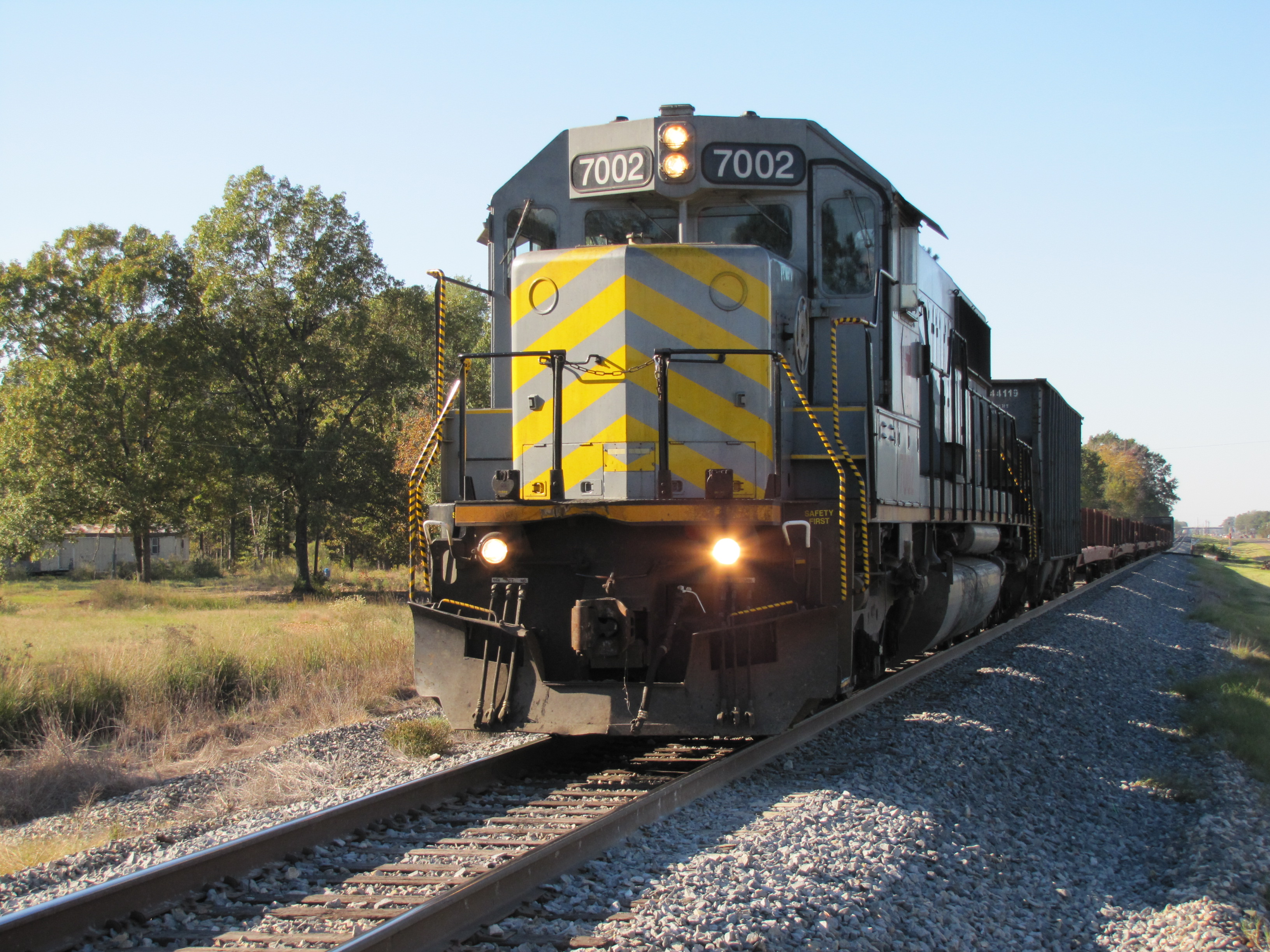
Lok vom Typ EMD SD50 der Kansas City Southern

Die Ursprünge des Unternehmens liegen im Plan von Arthur E. Stillwell zum Bau einer Bahnstrecke von Kansas City zum Golf von Mexiko und der Errichtung eines Tiefwasserhafens. Dazu übernahm er die Kontrolle über mehrere Gesellschaften beziehungsweise ließ die notwendigen Bahnstrecken bauen. 1897 wurde der Golf von Mexiko erreicht und der Hafen Port Arthur errichtet. 1899 musste ein Konkursverfahren eingeleitet werden und ein Konsortium um E. H. Harriman, George Gould und den Bankiers Stillman und Kuhn ersteigerten die Kansas City, Pittsburg and Gulf Railroad und die Kansas City Suburban Belt Railroad und gründeten 1900 die Kansas City Southern Railway.
1939 wurde die Louisiana and Arkansas Railway gekauft (1992 erfolgte die komplette Integration), damit erhielt die KCSR eine Verbindung nach New Orleans.
1961 wurde die Kansas City Southern Industries als Holdinggesellschaft gegründet und 2002 zu Kansas City Southern umbenannt.
Bis in die 1990er Jahre wurde ein stabiles mittelgroßes System betrieben. Bedrängt von Mega-Mergers der Union Pacific und der BNSF begann das Unternehmen mit dem Kauf von regionalen Eisenbahngesellschaften zu expandieren. 1993 wurde die MidSouth Rail Corporation erworben. Damit erhielt die KCS eine Verbindung nach Mississippi (Meridian, Gulfport) und Birmingham.
Mit der Bildung der NAFTA sah die Gesellschaft die Möglichkeit gekommen, das wichtigste Transportunternehmen im Herzen der Vereinigten Staaten zu werden. So wurde durch den Erwerb von Beteiligungen an mexikanischen Unternehmen ein Streckennetz geschaffen, dass eine Verbindung des bisherigen Netzes mit Mexiko-Stadt sowie dem Pazifik hergestellt. Die seit 2004 laufenden Fusionsverhandlungen über die Tochter-Unternehmen TFM und TexMex konnten 2005 erfolgreich abgeschlossen werden, so dass diese nunmehr zu 100 % KCS gehören. Des Weiteren wurde im Dezember 2005 eine Vereinbarung mit der Norfolk Southern Railway über die Nutzung des „Speedways“ Shreveport–Meridian getroffen. Für eine 30-%-Beteiligung der NS an der Strecke und der damit verbundenen Zahlung von rund 260 Millionen Dollar, wird die Trasse weiter verbessert und die Norfolk Southern erhält exklusive Nutzungsrechte für den Container- und den Automobilzulieferverkehr.
Berühmtester Personenzug der Kansas City Southern Railway war der „Southern Belle“ auf der Strecke Kansas City—New Orleans, der letztmals 1969 fuhr.
Am 21. März 2021 wurde ein Angebot zur Übernahme der Muttergesellschaft Kansas City Southern durch die Canadian Pacific Railway (CP) bekanntgegeben, dem folgte am 20. April 2021 ein höheres Angebot durch den Rivalen Canadian National Railway (CN). Am 31. August 2021 lehnte die Kartellbehörde Surface Transportation Board die Vereinbarung zwischen der KCS und der CN zur treuhänderischen Übernahme der KCS ab. Damit ist die Fusion zwischen CN und KCS vorerst gescheitert. Am 15. September wurde bekannt gegeben, dass sich Kansas City Southern doch für das ursprünglich Angebot der Canadian Pacific Railway entschied. Mit Entscheidung der STB am 15. März 2023 wurde die Fusion genehmigt. Die neue Gesellschaft CPKC wurde zum 14. April 2023 aktiv.

## Weitere Angaben
Das Unternehmen hat 2711 Beschäftigte, 434 Lokomotiven und 14.733 Güterwagen. Der Umsatz betrug 2004 635,7 Mio. $.
Präsidenten der Kansas City Southern waren
1. Stuart R. Knott (1900–1905)
2. Job A. Edson (1905–1918 & 1920–1927)
3. Leonor F. Loree (1918–1920)
4. Charles E. Johnston (1928–1938)
5. Harvey C. Couch (1939)
6. C.P. „Pete“ Couch (1939–1941)
7. William N. Deramus, Jr. (1941–1961)
8. William N. Deramus III (1961–1973)
9. Thomas S. Carter (1973–1986)
10. William N. Deramus IV (1986–1990)
11. Landon H. Rowland (1990–1991)
12. George W. Edwards (1991–1995)
13. Michael R. Haverty (1995–2005)
14. Arthur L. Shoener (2005–2008)
15. David L. Starling (2008–2015)
16. Patrick J. Ottensmeyer (ab 2015)